# Ramón Martí de Eixalá
Ramón Martí de Eixalá (Cardona, 1807-Madrid, 1857) fue un jurista, político y filósofo español.

## Biografía
Se licenció en Derecho en la Universidad de Cervera en 1830 y se doctoró en la Universidad de Barcelona en 1837. Obtuvo la Cátedra de Derecho público civil y criminal, aportando una renovadora visión racionalista de la legislación. Fue socio de la Sociedad Económica Barcelonesa de Amigos del País (1836), de la Sociedad del Fomento de la Ilustración y director del Instituto Barcelonés de 1839 a 1841. En este año fue designado censor de los concursos para cátedras por la Junta de Comercio y por la Diputación de Barcelona. También fue miembro numerario de la Real Academia de las Buenas Letras de Barcelona y de la Academia de Ciencias Naturales y Artes (1835), y participó en la fundación de la Academia de Jurisprudencia y Legislación de Cataluña (1840), de la que fue vicepresidente, bibliotecario y archivero.
Militó entre los liberales abanderados por Baldomero Espartero y fue diputado en las Cortes Españolas en 1843, en 1844-1846, en 1853 y en 1857, donde defendió el proteccionismo en favor de la industria catalana. Fue miembro de la comisión reformadora del Código de Comercio y redactor de las ordenanzas municipales de Barcelona de 1857.
En filosofía recibió la influencia de la doctrina escocesa del sentido común (Francis Bacon, John Locke, David Hume) a través de Théodore Jouffroy y Pierre-Paul Royer-Collard. Fue el introductor en Cataluña de esta doctrina y creador de la escuela de filosofía catalana. De su pensamiento merece destacarse la teoría de la "conciencia en toda su integridad", difundida por sus alumnos Francisco Javier Llorens y Barba y Manuel Durán y Bas.

## Obras
- Tratado elemental del derecho civil romano y español (1838)
- Instituciones del derecho mercantil de España (1848)
- Curso de filosofía elemental (1841, 1845)
- Manual de la historia de la filosofía (1842) traducido de Jean-François Amice